# سیارک ۳۸۸۵
سیارک ۳۸۸۵ (به انگلیسی: 3885 Bogorodskij، نامگذاری:1979HG5) سه هزار و هشتصد و هشتاد و پنجمین سیارک کشف شده‌است که در ۲۵ آوریل ۱۹۷۹ کشف شد.
قدر مطلق سیارک برابر ۱۲٫۱۰ است.